# Franco Rocchia
Franco Rocchia (Zárate, Buenos Aires, 28 de diciembre de 1985) es un baloncestista argentino retirado. 

## Carrera
Rocchia se formó en la cantera del club Náutico Zárate, siendo reclutado durante su adolescencia por el CB León de España. Con la filial de ese club debutaría en 2003 en la Liga EBA, pasando luego al primer equipo en la Liga LEB. Actuó también en el Palencia Baloncesto, CB Inca, CB L'Hospitalet y Autocid Burgos, todos de la segunda y la tercera categoría del baloncesto español.
En 2013, pese a que había obtenido el ascenso con su club y se le abría la posibilidad de mostrar su juego en la Liga ACB, una lesión en su rodilla derecha lo dejó fuera de competición. Rocchia jamás se recuperó completamente, por lo que decidió retirarse de la práctica de baloncesto competitivo con tan solo 28 años. 

## Selección nacional
Rocchia recibió varias convocatorias para integrar el seleccionado Sub-21 de baloncesto de Argentina.
En 2010 fue convocado para sumarse al combinado denominado Argentina Proyección 2014-2018, el cual había sido creado para darle rodaje internacional a los jugadores que debían ser los sucesores de la Generación Dorada. Sin embargo Rocchia optó por renunciar a su compromiso con la selección de básquetbol de Argentina, siendo sustituido por Pablo Espinoza.